# Incidente aereo del monte Serra
L'incidente del Monte Serra fu un disastro aereo avvenuto in Italia il 3 marzo 1977 che coinvolse un C-130H Hercules dell'allora 46ª Aerobrigata (oggi 46ª Brigata Aerea) dell'Aeronautica Militare Italiana, con a bordo 38 allievi dell'Accademia Navale di Livorno.

## I fatti
Giovedì 3 marzo 1977, alle ore 15:05, decollò dall'aeroporto di Pisa-San Giusto il C-130H Hercules nominativo radio Vega 10. Il velivolo trasportava 38 allievi della prima classe dei Corsi Normali dell'Accademia Navale di Livorno, a bordo per un'attività di ambientamento al volo, un ufficiale accompagnatore e 5 membri d'equipaggio. Dopo circa 5 minuti dal decollo, alle 15:10, il grosso aereo impattò sulle pendici del Monte Serra, nel Comune di Calci, dopo aver effettuato, per motivi non accertati, una virata a sinistra che lo portava ad imboccare la Vallata del Serra, rivelatasi fatale in condizioni di volo a bassa quota e scarsa visibilità, quali erano quelle del momento.
All'incidente non sopravvisse nessuna delle persone a bordo. Nel settembre 2012 è stata ritrovata una parte del carrello da un cercatore di funghi in località Prato a Ceragiola, nei boschi di Calci. Dopo 6 anni, il 26 aprile 2018, il pezzo rinvenuto è stato recuperato e trasportato alla sede della 46ª Brigata Aerea.

### Il funerale e le inchieste
Il 5 marzo 1977 ebbero luogo le esequie delle vittime, presso il "piazzale" dell'Accademia navale, alla presenza dell'allora presidente della repubblica Giovanni Leone e di 20.000 persone. A seguito dell'incidente furono aperte due inchieste parallele, una civile ed una militare.
Le conclusioni della prima identificarono quale causa prima del disastro le condizioni di inefficienza del velivolo, che, in condizioni di volo a bassa quota ed in presenza di terreno collinare, non potevano che provocare un incidente. Non venivano escluse, però, responsabilità dei piloti nella gestione della situazione. La seconda, invece, escludeva nettamente le inadeguate condizioni dell'aeroplano e attribuiva principalmente la responsabilità dell'incidente ad un errore umano, pur non potendo escludere altri fattori come per esempio l'inspiegabile virata a sinistra. La procura, visti gli esiti delle inchieste, decise di archiviare il caso.

## L'associazione e i monumenti
Subito dopo la tragedia i familiari degli allievi e dell'ufficiale della Marina Militare fondarono un'associazione che, tra i vari scopi, avesse la funzione di portare testimonianza dell'accaduto, tramite eventi e monumenti commemorativi, come il sacrario "Faro del Monte Serra" e sollecitare le inchieste.
A Salerno, sul litorale del quartiere Torrione, fu inaugurata nella giornata del 26 Settembre 2019, una scultura dedicata ai caduti del Monte Serra e l'intitolazione di un largo, riqualificato pochi mesi prima.

## Il corsoInvicti
Nel settembre dello stesso anno, il corso, decimato dalla tragedia, nell'ultima tappa ad Helsinki della consueta crociera estiva sulla nave scuola Amerigo Vespucci, comunicò come da tradizione al Comando dell'Accademia navale il nome - Invicti (mai vinti e mai divisi) - e lo stemma scelti. Lo stemma raffigura: su fondo azzurro una lira a metà sulla destra con a fianco, sulla sinistra, un'ala stilizzata, sormontate nell'ordine da uno spadino sguainato con elsa ed impugnatura in oro, una stella di colore bianco, una sciabola da ufficiale inguainata - rappresentante l'ufficiale perito nella tragedia - ed ancora ai lati, in senso piramidale, i 38 spadini, 19 per ciascun lato, rappresentanti i compagni di corso caduti sul Monte Serra.
Come ulteriore gesto di commemorazione, il 4 dicembre 1977, in occasione del giuramento della nuova prima classe, il corso Invicti è sfilato lasciando nei ranghi gli spazi che i loro compagni avrebbero dovuto occupare.
Il 21 giugno 2019, si è tenuta a Roma al Palazzo Marina la cerimonia di avvicendamento del Capo di Stato Maggiore della Marina per il passaggio di consegne tra l'Ammiraglio uscente Valter Girardelli e l'Ammiraglio subentrante Giuseppe Cavo Dragone. Nel discorso tenuto da quest'ultimo, l'Ammiraglio ha ricordato i 38 allievi caduti, suoi compagni del Corso Invicti.

## I caduti dell'incidente

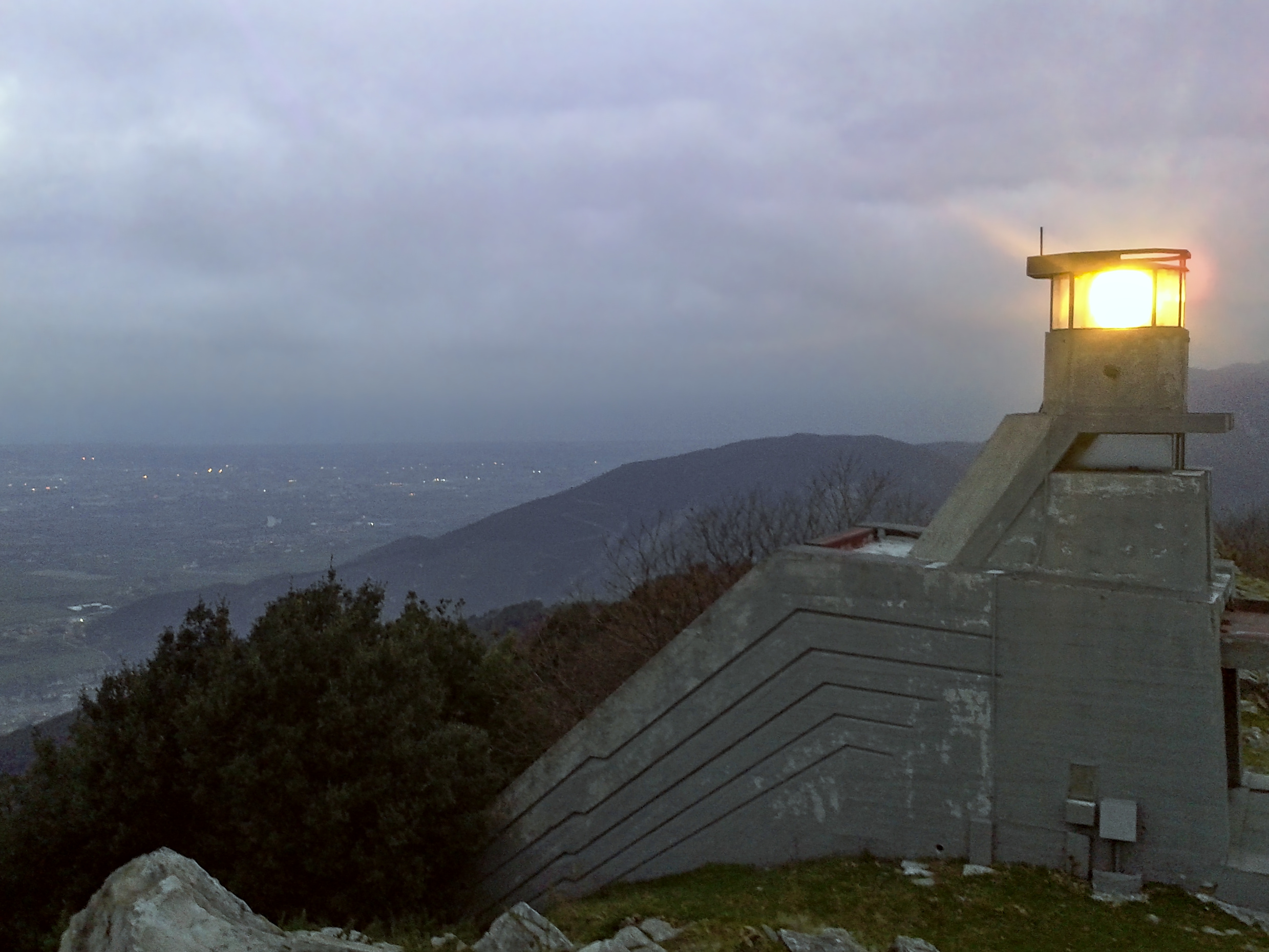
Sacrario detto il "Faro del Monte Serra".

### Equipaggio
- Maggiore Massimo Proietti
- Capitano Simone Murri
- Sottotenente Paolo Casella
- Maresciallo Antonio Semplici
- Sergente maggiore Silvio Pieretti

### Passeggeri
Ufficiale inquadratore della Marina Militare
- Sottotenente di vascello Emilio Attramini

Allievi dell'Accademia
- Salvatore Caputo
- Giovanni Gastaldi
- Giuseppe D'Alì
- Sandro de Angelis
- Antonio Giallonardi
- Vincenzo Gaglio
- Claudio Giordano
- Lorano Gnata
- Paolo Lamina
- Maurizio Lucibello
- Stefano Maranci
- Massimo Marchiano
- Fedele Marrano
- Giorgio Marzocchi
- Silvio Massaccesi
- Carlo Mastrocinque
- Giovanni Memoli
- Miguel Angel Mekinez
- Giuseppe Minelli
- Alessio Musolino
- Luca Nassi
- Alessandro Perazzolo
- Giancarlo Poddighe
- Alberto Pispero
- Michele Portoghese
- Vittorio Pozzi
- Luca Quattrini
- Massimo Raffa
- Sergio Rigoni
- Roberto Rossi
- Adolfo Russo
- Emanuele Salvadori
- Domenico Savoldi
- Giampiero Scialanga
- Matteo Stramacchia
- Davide Tomatis
- Corrado Verdone
- Guido Verna